# Philodendron vargealtense
Philodendron vargealtense är en kallaväxtart som beskrevs av Sakuragui. Philodendron vargealtense ingår i släktet Philodendron och familjen kallaväxter. Inga underarter finns listade.